# Spanish Fly: Live in Spain
Spanish Fly: Live in Spain je koncertní DVD Lou Reeda, vydané 17. května 2005. Album nahrál Reed za doprovodu své skupiny a violoncellistky Jane Scarpantoni na španělském festivalu Benicassim Festival 7. srpna 2004.

## Seznam skladeb
Všechny skladby napsal(i) Lou Reed. 
| Pořadí | Název                 | Původní album                         | Délka |
| ------ | --------------------- | ------------------------------------- | ----- |
| 1.     | Modern Dance          | Ecstasy, 2000                         | 5:24  |
| 2.     | Why Do You Talk       |                                       | 4:55  |
| 3.     | Venus in Furs         | The Velvet Underground and Nico, 1967 | 8:40  |
| 4.     | Sweet Jane            | Loaded, 1970                          | 4:14  |
| 5.     | Jesus                 | The Velvet Underground, 1969          | 3:33  |
| 6.     | Romeo Had Juliette    | New York, 1989                        | 10:47 |
| 7.     | Satellite of Love     | Transformer, 1972                     | 6:42  |
| 8.     | Ecstasy               | Ecstasy, 2000                         | 8:27  |
| 9.     | The Blue Mask         | The Blue Mask, 1982                   | 8:16  |
| 10.    | Perfect Day           | Transformer, 1972                     | 5:00  |
| 11.    | Walk on the Wild Side | Transformer, 1972                     | 3:26  |

## Sestava
- Lou Reed - zpěv, kytara
- Mike Rathke - kytara
- Fernando Saunders - baskytara
- Jane Scarpantoni - violoncello
- Tony „Thunder“ Smith - bicí